# Tirofiban
Tirofiban, tyrofiban – organiczny związek chemiczny, lek przeciwpłytkowy należący do niepeptydowych odwracalnych antagonistów receptorów GPIIb/IIIa. Działanie tirofibanu polega na zapobieganiu wiązania się cząsteczek fibrynogenu do receptorów GPIIb/IIIa, co hamuje agregację trombocytów i wydłuża czas krwawienia. Wskazaniem do podawania leku jest prewencja zawału serca u chorych z niestabilną chorobą wieńcową lub zawałem bez załamka Q, z wystąpieniem epizodu bólu stenokardialnego w okresie ostatnich 12 godzin, nieprawidłowości w EKG i (lub) zwiększeniem aktywności enzymów wskaźnikowych uszkodzenia mięśnia sercowego. Tirofiban podawany jest jednocześnie z niefrakcjonowaną heparyną i kwasem acetylosalicylowym. Nazwa handlowa preparatu to Aggrastat (Merck & Co.).